# Ailuroedus melanotis
L'uccello gatto guancenere (Ailuroedus melanotis (Gray, 1858)) è un uccello passeriforme della famiglia Ptilonorhynchidae.

## Etimologia
Il nome scientifico della specie, melanotis, deriva dal greco e significa "dalle orecchie nere" (μελανος/melanos, "nero", e ωτις/ōtis, "orecchie"): il loro nome comune altro non è che la traduzione di quello scientifico.

## Descrizione

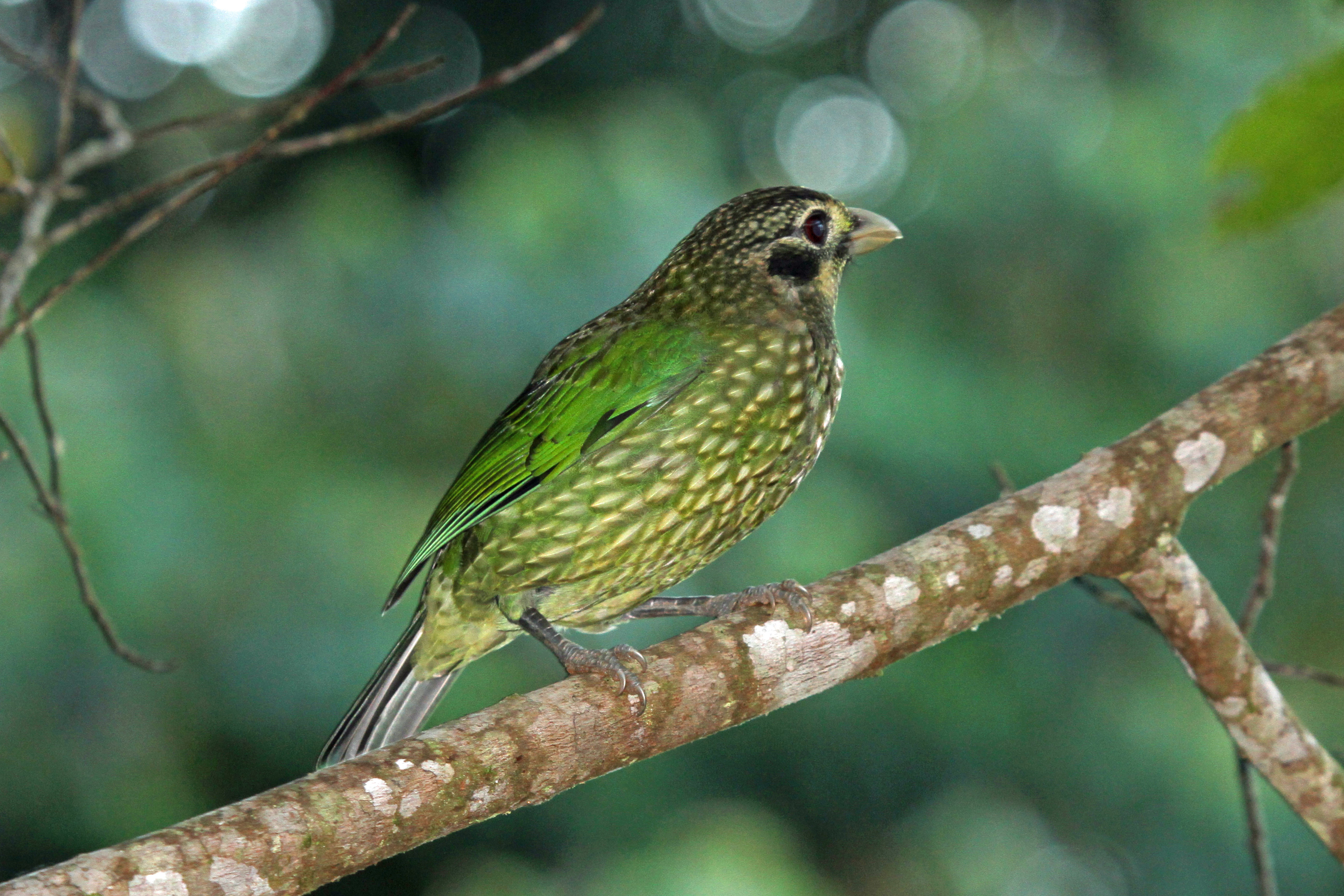
Esemplare nel Queensland.

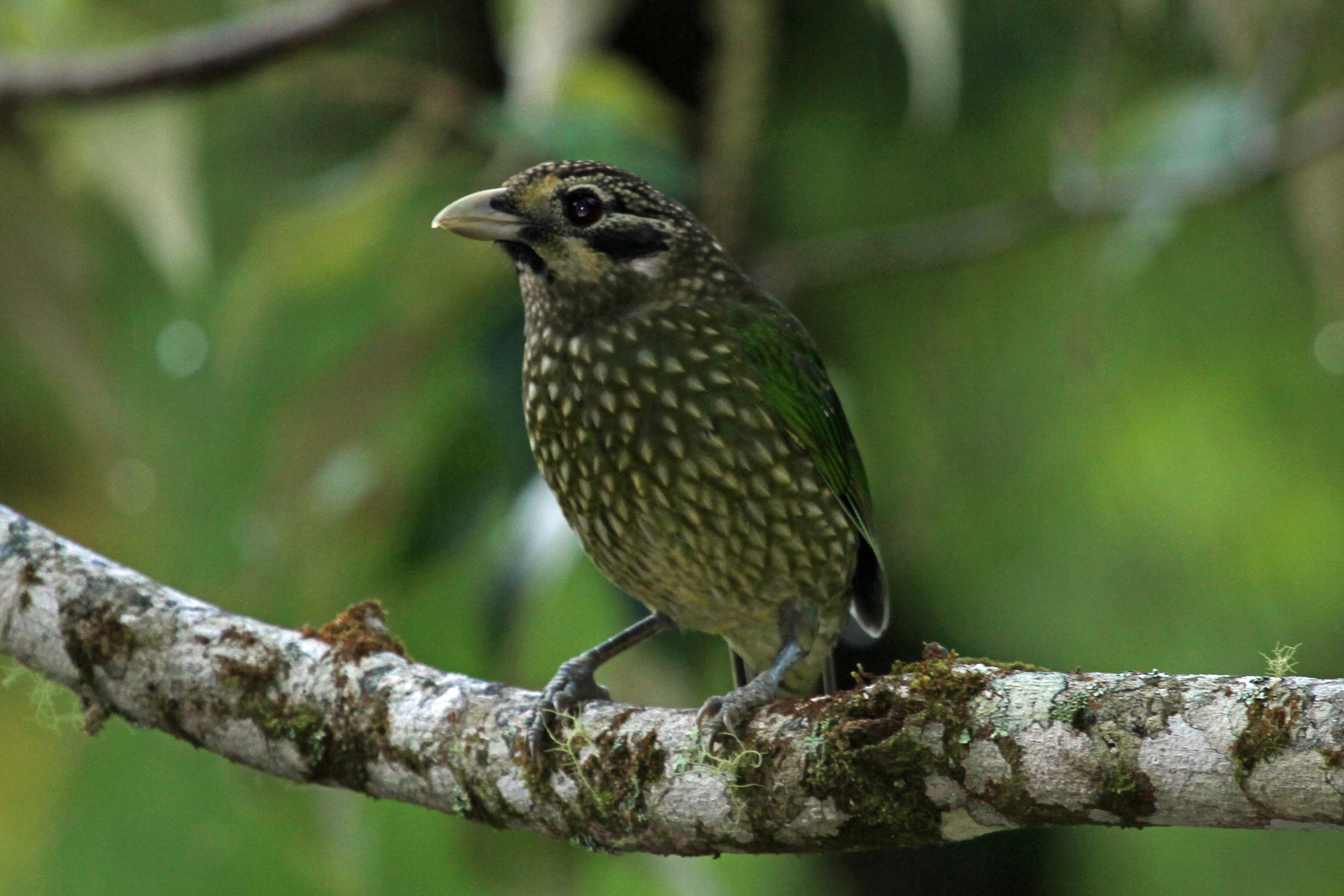
Esemplare in natura.

### Dimensioni
Misura 29 cm di lunghezza, per 140-285 g di peso: a parità d'età, i maschi sono leggermente più grossi e robusti rispetto alle femmine, e le popolazioni papuane sono più grosse e massicce rispetto a quelle australiane.

### Aspetto
Si tratta di uccelli dall'aspetto massiccio e robusto, muniti di testa piccola e arrotondata con becco forte e robusto di forma conica, lievemente ricurvo verso il basso nella sua parte distale, zampe allungate e robuste, ali lunghe e digitate e coda piuttosto lunga, sottile e di forma rettangolare.
Il piumaggio si presenta di colore bruno-verdastro scuro su calotta (fronte, vertice, nuca), area attorno al becco, bavetta, guance (come del resto intuibile sia dal nome comune che dal nome scientifico) e base del collo, con le singole penne che presentano punta più chiara, a dare un effetto picchiattato: l'area perioculare e i mustacchi sono di colore bianco sporco con sfumature giallo-aranciate, mentre dorso, ali e coda si presentano di color verde smeraldo (le ali con copritrici dalle sfumature azzurre e remiganti dalla punta bruna). Il petto è bruno-verdastro con numerose penne più chiare e dal solo orlo di questo colore, che sfuma nel giallo-verdastro su fianchi e ventre.
Becco e zampe sono di colore grigio-azzurrino, il primo con orlo tendente al grigio-giallastro e le seconde con sfumature violacee: gli occhi sono invece di colore rosso cupo.

## Biologia
L'uccello gatto guancenere presenta abitudini di vita essenzialmente diurne: questi uccelli vivono principalmente in coppie, sebbene all'infuori della stagione riproduttiva (quando il territorio viene difeso in maniera più decisa) sia possibile osservarne gruppetti in corrispondenza di fonti di cibo particolarmente abbondanti oppure piccoli gruppi familiari (costituiti da una coppia riproduttiva e dai giovani dell'ultima covata ancora non pienamente indipendenti). Le coppie passano la maggior parte della propria giornata aggirandosi per il proprio territorio alla ricerca di cibo, pronte a scacciare eventuali intrusi conspecifici oppure a ritirarsi nel folto della vegetazione all'apparire di un potenziale pericolo.
Gli uccelli gatto guancenere vocalizzano soprattutto al mattino o verso sera, mentre durante la stagione riproduttiva divengono più chiassosi per meglio delimitare il territorio: i loro richiami sono costituiti in massima parte dai versi miagolanti ai quali gli uccelli gatto devono il nome, oltre che da altri versi simili a uno starnuto. Non di rado, questi animali duettano, attività questa che (assieme alle offerte di cibo ed al grooming reciproci) contribuisce a rinsaldare il legame di coppia.

### Alimentazione

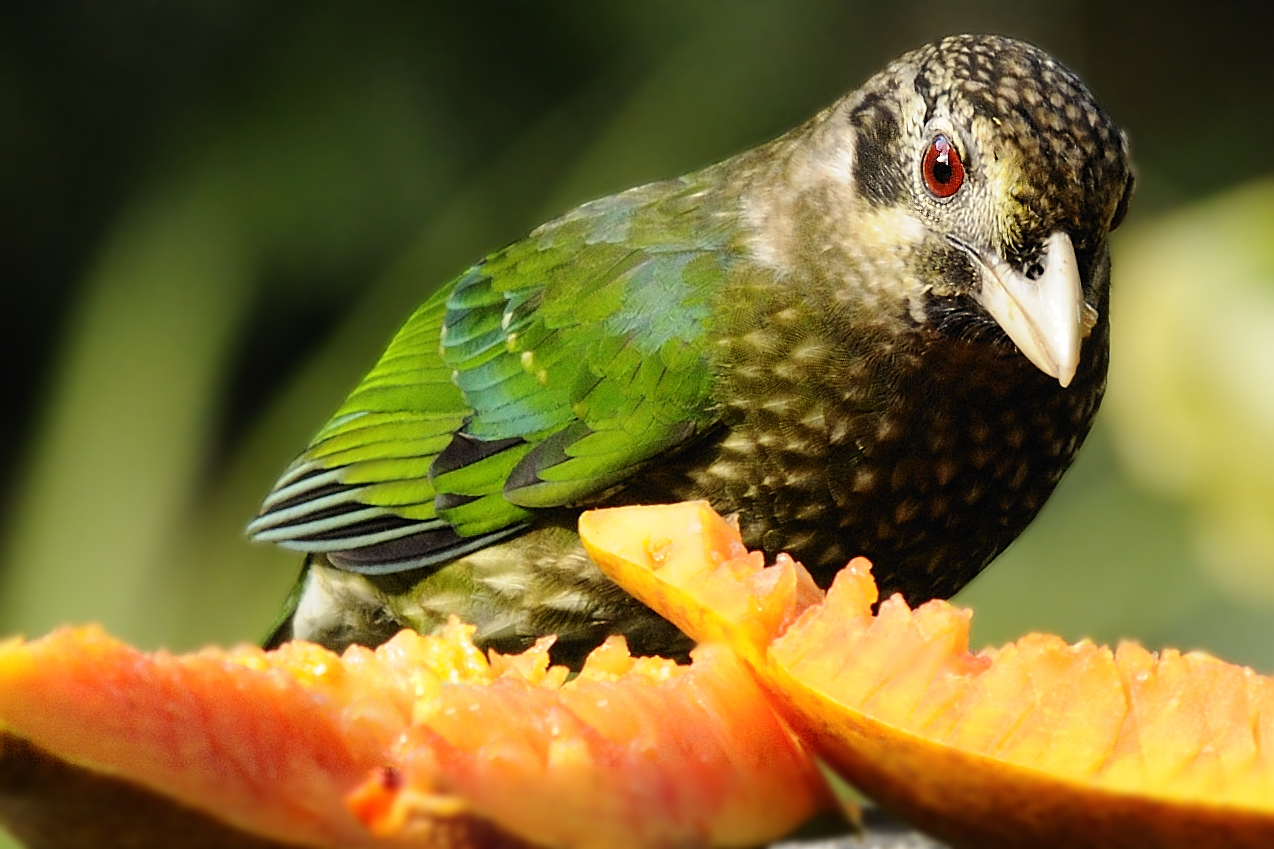
Esemplare ad una mangiatoia in natura.

Si tratta di animali dalla dieta prevalentemente frugivora, la cui alimentazione si compone perlopiù di bacche e drupe e viene integrata con altro materiale di origine vegetale, come semi e granaglie, linfa, fiori, germogli e foglioline: più sporadicamente (soprattutto durante la stagione riproduttiva, quando il fabbisogno energetico risulta accresciuto), gli uccelli gatto guancenere predano piccoli animali, come grossi insetti ed altri invertebrati e piccoli vertebrati (uccellini, topolini, piccoli rettili).
Il cibo viene reperito indifferentemente al suolo o fra i rami di alberi e arbusti: questi uccelli sono soliti partire dal basso e salire fino alla canopia.

### Riproduzione
La stagione riproduttiva va da agosto a gennaio, estendendosi fino a marzo nella porzione australiana dell'areale: si tratta di uccelli rigidamente monogami, le cui coppie rimangono insieme per la vita.
A differenza degli altri uccelli giardiniere, questi animali non costruiscono strutture per impressionare le femmine, limitandosi a delimitare un'area al suolo che viene ripulita dai detriti ed abbellita con oggetti dal colore sgargiante, al fine di utilizzarla come arena per il corteggiamento.
Le femmine si occupano della costruzione del nido (una massiccia struttura a coppa costruita sulla cima di una pianta, edificata con uno strato esterno di rametti intrecciati, una intermedia di schegge di legno marcescente ed una interna di fibre vegetali e foglie) e della cova delle 1-3 uova di color bianco crema (che dura 23-24 giorni): i maschi si occupano di sorvegliare le compagne durante queste operazioni, fornendo loro il cibo durante l'incubazione delle uova e proteggendole da eventuali predatori (che vengono sviati dall'animale che appare e scompare dai cespugli circostanti, vocalizzando rumorosamente e facendosi seguire lontano dal sito di nidificazione), talvolta fornendo loro parte del materiale da costruzione del nido.

I pulli sono ciechi ed implumi alla schiusa: essi vengono imbeccati e accuditi da ambedue i genitori, rendendosi pronti per l'involo attorno alle tre settimane dalla schiusa. Dopo l'involo, i giovani continuano a seguire i genitori nei loro spostamenti ancora per un certo periodo, prima di affrancarsene definitivamente e disperdersi.

## Distribuzione e habitat

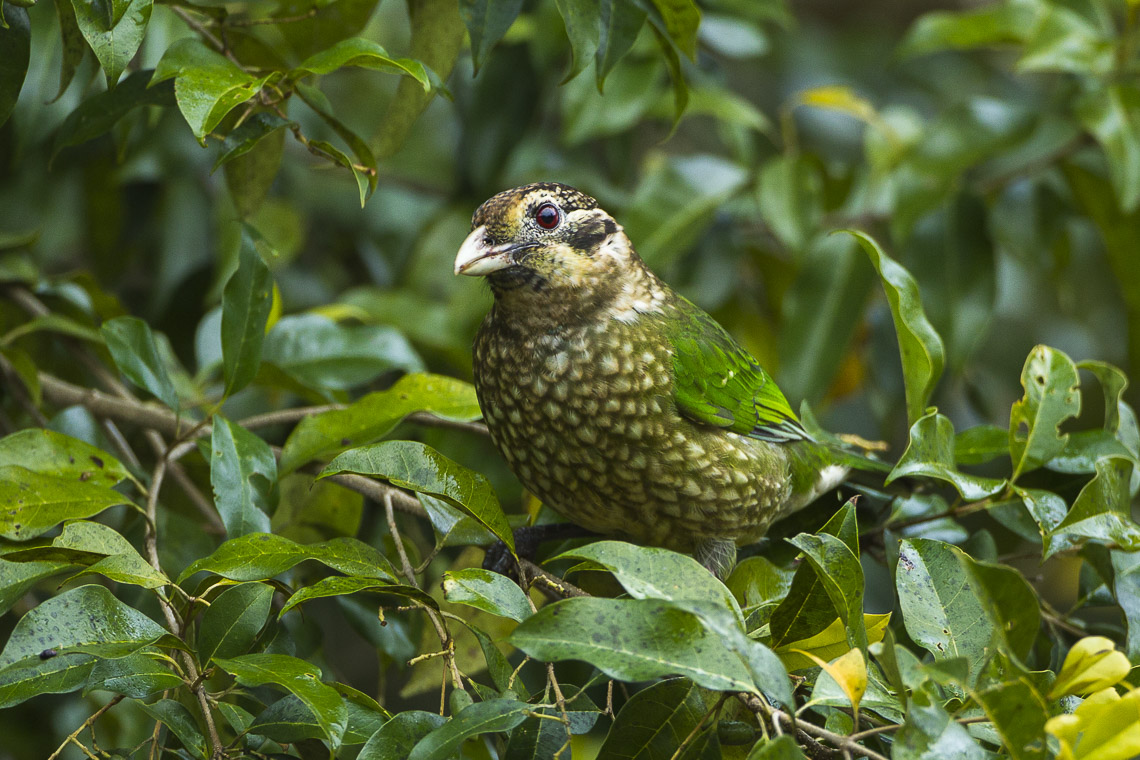
Esemplare sul Lago Eacham.

L'uccello gatto guancenere è diffuso su ambedue le sponde dello Stretto di Torres: questi uccelli, infatti, popolano un areale piuttosto frammentato che comprende le pendici meridionali dei monti Sudirman e l'area a sud del Fly River in Nuova Guinea e la fascia costiera dell'estremità nord-orientale della penisola di Capo York, a sud fino alla porzione sud-orientale della contea di Cook. Una popolazione di questi uccelli è inoltre presente sulle isole Aru.
La specie è residente nell'areale di diffusione, con spostamenti massimi registrati (di carattere altitudinale, volti cioè a scendere di quota negli ambienti montani per sfuggire ai rigori dell'inverno) pari ad appena 2 km.
L'habitat di questi uccelli è rappresentato dalla foresta pluviale di pianura, sia tropicale che (nella porzione meridionale dell'areale) subtropicale, temperata e umida a sclerofillo, con predilezione per le aree di foresta primaria o secondaria (purché ben matura).

## Tassonomia
Se ne riconoscono tre sottospecie:

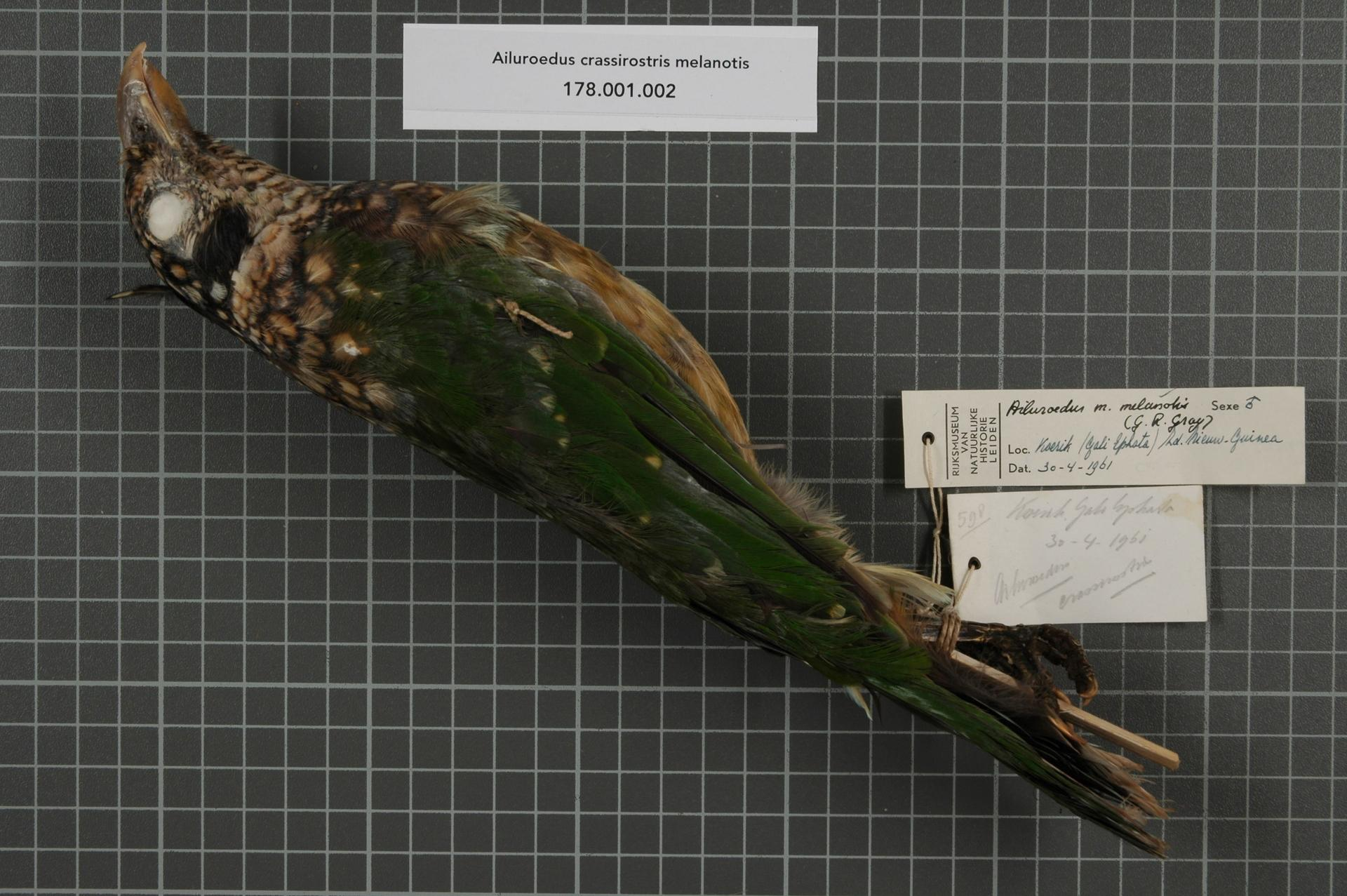
Esemplare impagliato della sottospecie nominale.

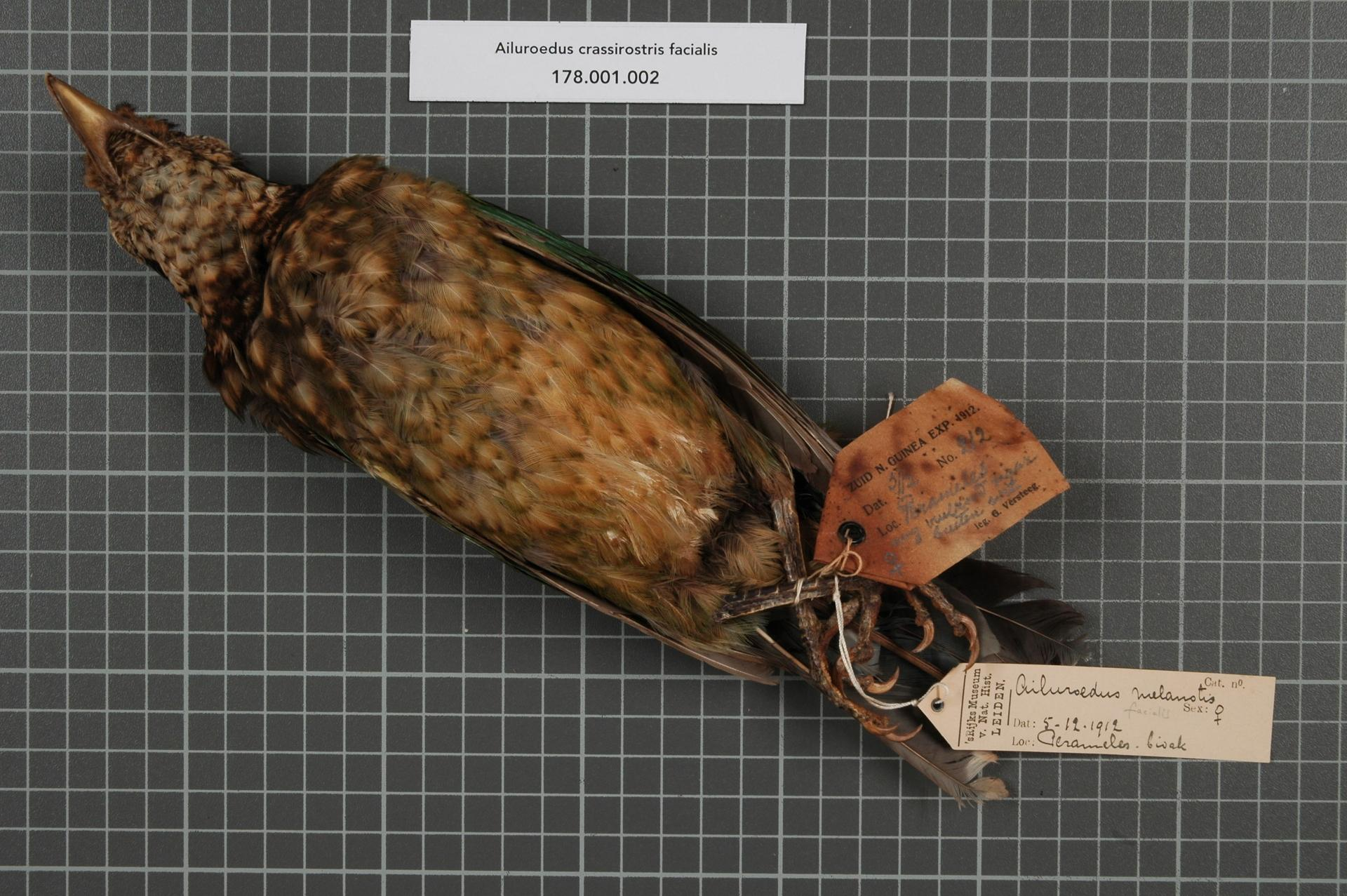
Esemplare impagliato della sottospecie facialis.

- Ailuroedus melanotis facialis Mayr, 1936 - diffusa nel nord dell'areale occupato dalla specie;
- Ailuroedus melanotis melanotis (Gray, 1858) - la sottospecie nominale, diffusa nel sud dell'areale papuano occupato dalla specie e nelle isole Aru;
- Ailuroedus melanotis joanae Mathews, 1941 - diffusa nella porzione australiana dell'areale occupato dalla specie;

La tassonomia della specie (talvolta accorpata all'uccello gatto verde) ha subito in tempi recenti un vero e proprio stravolgimento: gli studi di carattere molecolare hanno rivelato l'esistenza di vari cladi (in passato resi come sottospecie dell'uccello gatto guancenere) isolatisi geograficamente nelle aree montuose della Nuova Guinea, portando alla loro elevazione al rango di specie a sé stanti.